# Doctor's Advocate
Doctor's Advocate je druhé studiové album amerického rapera Gamea, které vyšlo v roce 2006 pod labelem Geffen Records. Album debutovalo na prvním místě v americkém žebříčku Billboard 200 a počet prodaných kopií se v prvním týdnu vyšplhal na hodnotu 358 000 kusů. Na albu hostují: Busta Rhymes, Kanye West, Nas, Nate Dogg, Snoop Dogg, Tha Dogg Pound, Jamie Foxx a Xzibit.

## Seznam skladeb
1. Lookin' at You - 3:37
2. Da Shit - 5:23
3. It's Okay (One Blod) (ft. Junior Reid) - 4:17
4. Compton (ft. will.i.am) - 4:41
5. Remedy - 2:57
6. Let's Ride - 3:57
7. Too Much (ft. Nate Dogg) - 4:11
8. Wouldn't Get Far (ft. Kanye West) - 4:11
9. Scream On Em (ft. Swizz Beatz) - 4:20
10. One Night - 4:27
11. Doctor's Advocate (ft. Busta Rhymes) - 5:03
12. Ol' English (ft. Dion) - 4:44
13. California Vacation (ft. Xzibit, Snoop Dogg) - 4:29
14. Bang (ft. Tha Dogg Pound) - 3:37
15. Around the World (ft. Jamie Foxx) - 4:02
16. Why You Hate The Game (ft. Nas, Marsha Ambrosius) - 9:22